# Freak Me
Singles de Silk
Happy Days
(1992) Girl U For Me/Lose Control
(1993)
Freak Me est une chanson du groupe américain Silk (en), issue de leur premier album, Lose Control et sortie en single le 18 février 1993 sous le label Elektra Records.
Elle est reprise en 1998 par le groupe Another Level (en), atteignant la 1re place des classements britanniques.

## Classements par pays
| Classement (1993)              | Meilleure position |
| ------------------------------ | ------------------ |
| Australie (ARIA)               | 3                  |
| Canada (RPM)                   | 43                 |
| Nouvelle-Zélande (RMNZ)        | 9                  |
| Pays-Bas (Single Top 100)      | 42                 |
| Royaume-Uni (UK Singles Chart) | 46                 |
| États-Unis (Hot 100)           | 1                  |
| États-Unis (R&B/Hip-Hop Songs) | 1                  |